# 塞爾茨巴赫河 (卡爾河支流)
50°5′8.46″N 9°4′14.79″E / 50.0856833°N 9.0707750°E

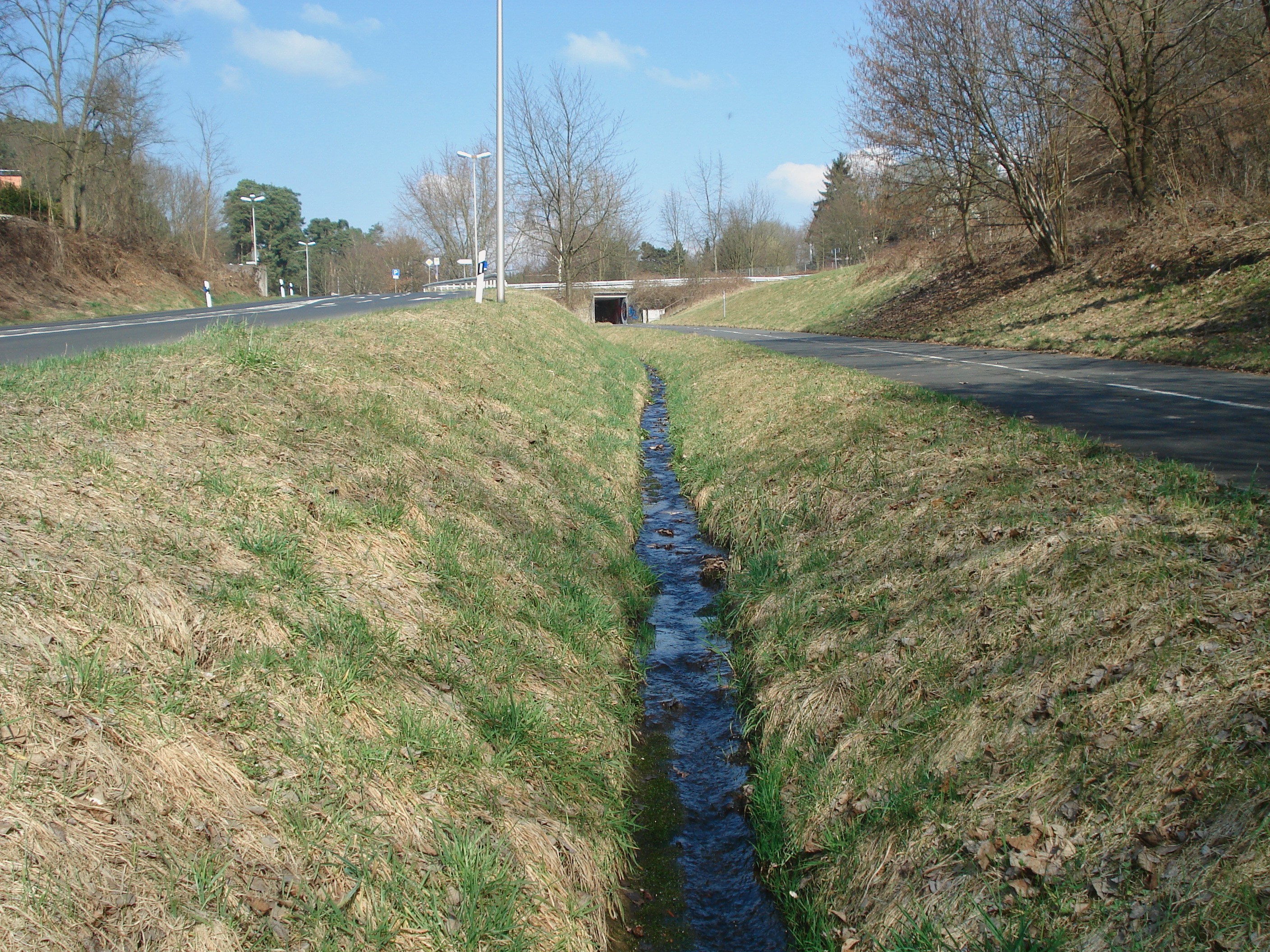

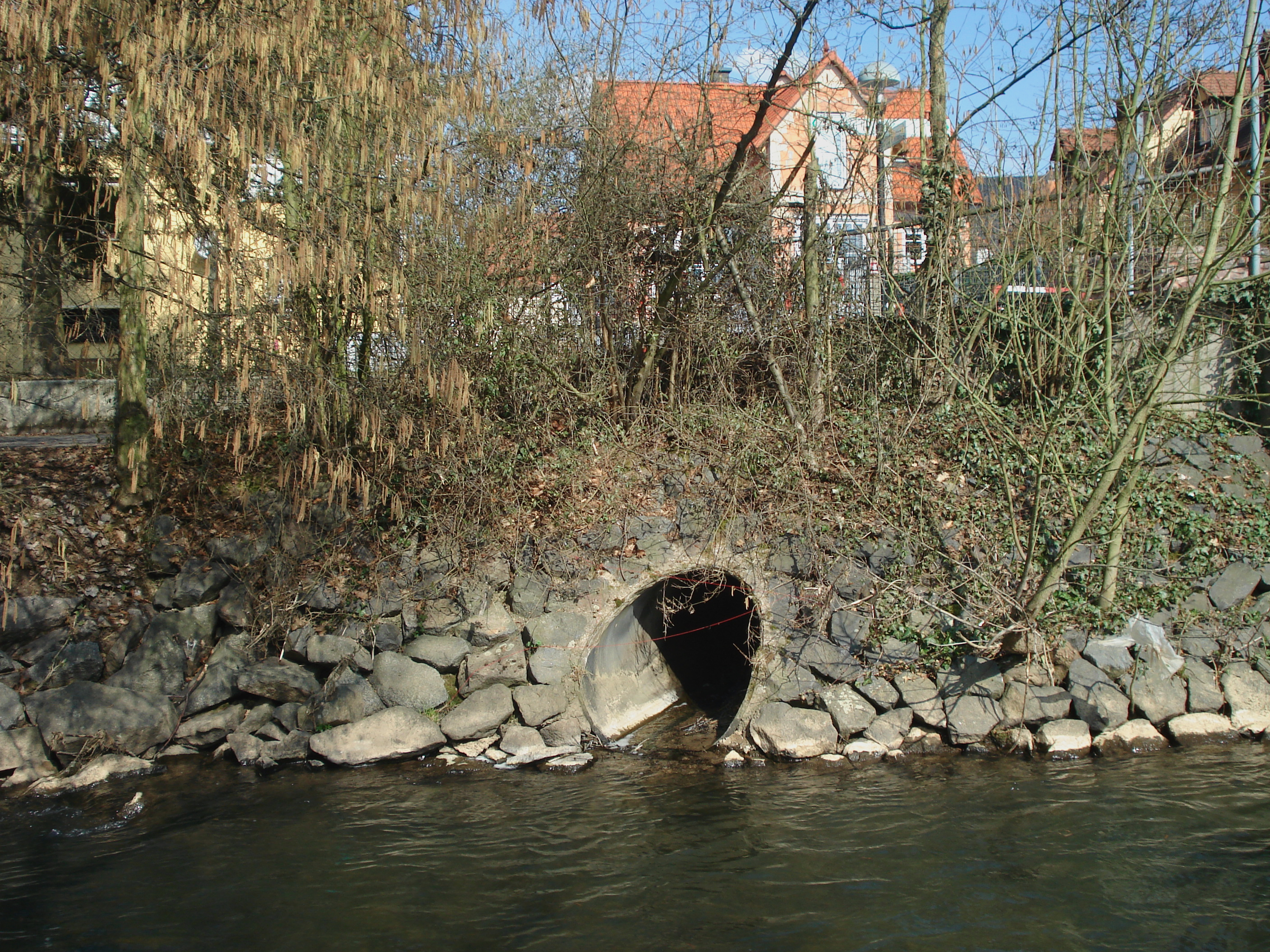

塞爾茨巴赫河（德語：Sälzerbach），是德國的河流，位於該國東南部，由巴伐利亞負責管轄，屬於卡爾河的右支流，河道全長1.3公里，流域面積0.6平方公里。